# Piniano (prefeito urbano)
Piniano (em latim: Pinianus) foi um oficial romano do século IV, ativo durante o reinado dos imperadores Valentiniano II (r. 375–392), Teodósio I (r. 378–395) e Honório (r. 395–423).

## Vida
Piniano provavelmente era tio paterno de Valério Piniano e irmão de Valério Severo. Segundo uma série de leis e fontes, sabe-se que exerceu entre 385 e 387 a função de prefeito urbano de Roma. Ele talvez pode ser associado ao prefeito de nome desconhecido criticado por Quinto Aurélio Símaco em uma de suas epístolas (II 55). Piniano também é citado nas epístolas VI 22, 26 (final de 395 ou começo de 396) de Símaco como um dos emissários do senado com Postumiano e Paulino para procurar ajuda para o imperador durante uma crise famélica.